# شهرستان بوچون
شهرستان بوچون یا پوچون (به کره‌ای: 보천군) یک شهرستان در شمال کره شمالی است که در تابعیت استان ریانگ‌گانگ واقع شده‌است. این شهرستان بر سر مسیر ارتباطی بین هیه‌سان (مرکز استان) و سامجی‌یون قرار دارد.
شهرستان بوچون در سال ۱۹۵۲ میلادی، با جدا شدن از شهرستان هیه‌سان تاسیس شد.

## تاریخ
شهرک بوچون، مرکز این شهرستان، در کره از اهمیت و شهرت تاریخی برخوردار است. در سال ۱۹۳۷ میلادی، در زمانی که هم منچوری و هم کره تحت استعمار ژاپن  بودند، گروهی چریکی کره‌ای متعلق به ارتش متحد ضد ژاپنی شمال شرقی، به رهبری کیم ایل‌سونگ از رود یالو گذشته و از منچوری وارد کره شدند، و در دژی نظامی در شهرک بوچون به یگانی از ارتش ژاپن حمله‌ای موفقیت‌ آمیز کردند. این حمله یکی از اولین عملیات‌های چریکی کره‌ای‌ها در منچوری و کره بود، و نشان‌دهندهٔ شروع سال‌ها مبارزهٔ چریکی ضد قوای اشغالگر ژاپنی در شمال‌شرق آسیا بود. این حمله همین‌طور کیم ایل‌سونگ را به عنوان یکی از رهبران مهم و تاثیرگذار جنبش استقلال‌طلبی کره هم در کره، هم در ژاپن، هم در ایالات متحده شناساند.
کیم ایل‌سونگ نقطه نظر خویش در مورد این مبارزه را در کتاب خودزندگی‌نامه خویش، کتاب «همراه با قرن» (چاپ سال ۱۹۹۲ میلادی) نوشته است. وی اهمیت این مبارزه را به شکل زیر توصیف کرده است:
نبرد پوچونبو [دژ بوچون] اثبات کرد که امپریالیسم ژاپن را می‌توان همچون زباله‌ای بی‌ارزش درهم شکست و به خاکستر تبدیل کرد. شعله‌هایی که آسمان شب تاریک پوچونبو را روشن ساخت، نویدبخش سپیده‌دم آزادی کره بود؛ آزادی‌ای که سال‌ها در سیاه‌چال ظلمت خفته بود. این رویارویی تاریخی نه‌تنها به مردمی که باور داشتند کره مُرده است نشان داد که این سرزمین زنده و پرتوان است، بلکه به ایشان روح و امیدی جاودانه بخشید: آن‌گاه که پای در میدان مبارزه گذارند، می‌توانند استقلال و رهایی ملی خویش را به‌دست آورند.— کیم ایل‌سونگ، «همراه با قرن»
اهمیت این مبارزه در تاریخ استقلال‌طلبی کره به اندازه‌ای بود که در سال ۲۰۰۳ میلادی، مقامات آموزشی جمهوری کره (کره جنوبی) تصمیم بر چشم‌پوشی از خصومت بین دو کره و وارد کردن قصهٔ این مبارزه در کتاب‌های تاریخ مدارس گرفتند.

## تقسیمات اداری
شهرستان بوچون به ۱ شهرک، ۴ منطقهٔ کارگری، و ۲۰ روستای تابعه تقسیم شده است.
| - ‌ شهرک‌ها - شهرک بوچون (보천읍، Poch'ŏn-ŭp) - مناطق کارگری - ده‌پیونگ (대평로동자구، Taep'yŏng-rodongjagu) - ده‌جین (대진로동자구، Taejil-lodongjagu) - روستاها - اونّام (운남리، Unnam-ri) - اویهوا (의화리، Ŭihwa-ri) - بِکجا (백자리، Paekcha-ri) - بوهونگ (보흥리، Pohŭng-ri) - چونگ‌ریم (청림리، Ch'ŏngrim-ri) - ده‌شین (대신리، Taesil-li) | - روستاها (ادامه) - ده‌هونگ (대흥리، Taehŭng-ri) - ریونگ‌دونگ (룡덕리، Ryongdŏng-ri) - سانگریونگ (상룡리، Sangryong-ri) - سونگ‌بونگ(송봉리، Songbong-ri) - شین‌هونگ (신흥리، Sinhŭng-ri) - گاسان (가산리، Kasal-li) - مون‌آم (문암리، Mun'am-ri) - نه‌گوک (내곡리، Naegong-ri) - هواجون (화전리، Hwajŏl-li) - هوسان (호산리، Hosal-li) - هونگ‌سونگ (흥성리، Hŭngsŏng-ri) |